# Kokoloko (Film)
Kokoloko ist ein Filmdrama von Gerardo Naranjo, das Teilnehmern des Tribeca Film Festivals ab 15. April 2020 online erstmals zur Verfügung gestellt wurde.

## Handlung
Die junge Marisol lebt mit ihrem besitzergreifenden und aggressiven Cousin Mauro und ihrem leidenschaftlichen, aber etwas älteren und trägen Liebhaber Mundo in der kleinen Küstengemeinde Kokoloko an der felsigen Pazifikküste des mexikanischen Bundesstaates Oaxaca. Das Straßenbild der ländlichen Gemeinde ist von der ständigen Präsenz von Banden und Guerillakämpfern geprägt.
Marisol leidet darunter, dass Mauro, der ein kleines Unternehmen führt, sie als sein Eigentum betrachtet. Auch von der Teilnahmslosigkeit und Unzuverlässigkeit ihres Geliebten Mundo ist sie genervert. Der arbeitet für Mauro und schafft es nicht, sich gegen ihn zu behaupten. Mundo beteiligt sich an Straßenkämpfen der Guerilla und unterstützt den Anführer der Gruppe bei seinen Plänen, eine Hauptstraße zu blockieren.  Marisol träumt davon, sich wie Mauro an den Straßenkämpfen zu beteiligen, sehnt sich aber auch nach ihrer persönlichen Freiheit.
Als Mundo aus Kokoloko fliehen muss und Marisol selbst von ihrem Cousin gefangen gehalten wird, führen sie anstatt einer bislang physischen nun eine rein digitale Beziehung. Ihre Kommunikation finden über Text- und Voicemail und per Videobotschaften statt. Auch wenn dies nur sporadisch geschieht und für beide frustrierend ist, kann sie das ein wenig über ihre Trennung hinwegtrösten. Ihre Sehnsucht nach dem anderen bleibt aber trotz der räumlichen Entfernung stark.

## Produktion
Regie führte Gerardo Naranjo, der auch das Drehbuch schrieb und gemeinsam mit Gabriel García Nava den Film produzierte.
Alejandra Herrera, die in Roma von Alfonso Cuarón in einer kleinen Rolle als Studentin zu sehen war, erhielt in Kokoloko als Marisol ihre erste große Rolle. Eduardo Mendizábal, der ihren Cousin Mauro spielt, hatte bereits in Naranjos Miss Bala eine Rolle erhalten. Noé Hernández, der in Miss Bala den Kartell-Honcho Lino Valdez spielte und in sechs Folgen der US-Fernsehserie Narcos: Mexico als Rafael Aguilar zu sehen war, übernahm die Rolle von Marisols Geliebten Mundo. German Gonzalez Jimenez spielt den Anführer des Widerstands.
Die Dreharbeiten fanden 2016 an der Küste von Oaxaca statt. Kameramann José Stempa und Regisseur Naranjo drehten den Film auf Super 16mm im Akademie-Verhältnis.
Mitte April 2020 sollte der Film im Rahmen des Tribeca Film Festivals seine Weltpremiere feiern. Einen Monat vor Beginn des Festivals wurde dieses aufgrund der Coronavirus-Pandemie abgesagt und auf unbestimmte Zeit verschoben. Dennoch wurden ausgewählte Filme von 15. bis 26. April 2020, dem ursprünglichen Zeitfenster des Festivals, online zur Verfügung gestellt. Anfang Oktober 2020 wurde er beim Film Festival Cologne gezeigt, danach bei B3 Biennale des bewegten Bildes. Den Vertrieb übernahm The Match Factory. In Deutschland wurde der Film am 17. Juli 2023 digital beim Streamingdienst Mubi veröffentlicht.

## Auszeichnungen
Festival Internacional de Cine en Guadalajara 2020
- Auszeichnung als Bester mexikanischer Film[9]

Tribeca Film Festival 2020
- Nominierung im International Narrative Competition
- Auszeichnung als Bester Schauspieler (Noé Hernández)[10][11][12]